# Магедове (станція)
Магéдове — вантажно-пасажирська залізнична станція Запорізької дирекції Придніпровської залізниці на лінії Пологи — Комиш-Зоря між станціями Гусарка (14 км) та Комиш-Зоря (28 км). Розташована у однойменному селищі Магедове Пологівського району Запорізької області.

## Пасажирське сполучення
На станції Магедове зупиняються поїзди приміського сполучення:
| Рух приміських поїздів по станції Магедове |                     |                          |
| №                                          | Маршрут сполучення  | Періодичність курсування |
| 6859                                       | Комиш-Зоря — Пологи | Щоденно                  |
| 6856                                       | Пологи — Комиш-Зоря | Щоденно                  |
| 6857                                       | Комиш-Зоря — Пологи | Щоденно                  |
| 6860                                       | Пологи — Комиш-Зоря | Щоденно                  |